# هل العوينة (أولاد اشعيب)
هل العوينة هو دُوَّار يقع بجماعة الواد لخضر، إقليم قلعة السراغنة، جهة مراكش آسفي في المملكة المغربية. ينتمي الدوّار لمشيخة أولاد اشعيب التي تضم 4 دواوير. يقدر عدد سكانه بـ 568 نسمة حسب الإحصاء الرسمي للسكان والسكنى لسنة 2004.

## روابط خارجية
- البوابة الوطنية للجماعات الترابية
- المندوبية السامية للتخطيط